# معرض فرانكفورت

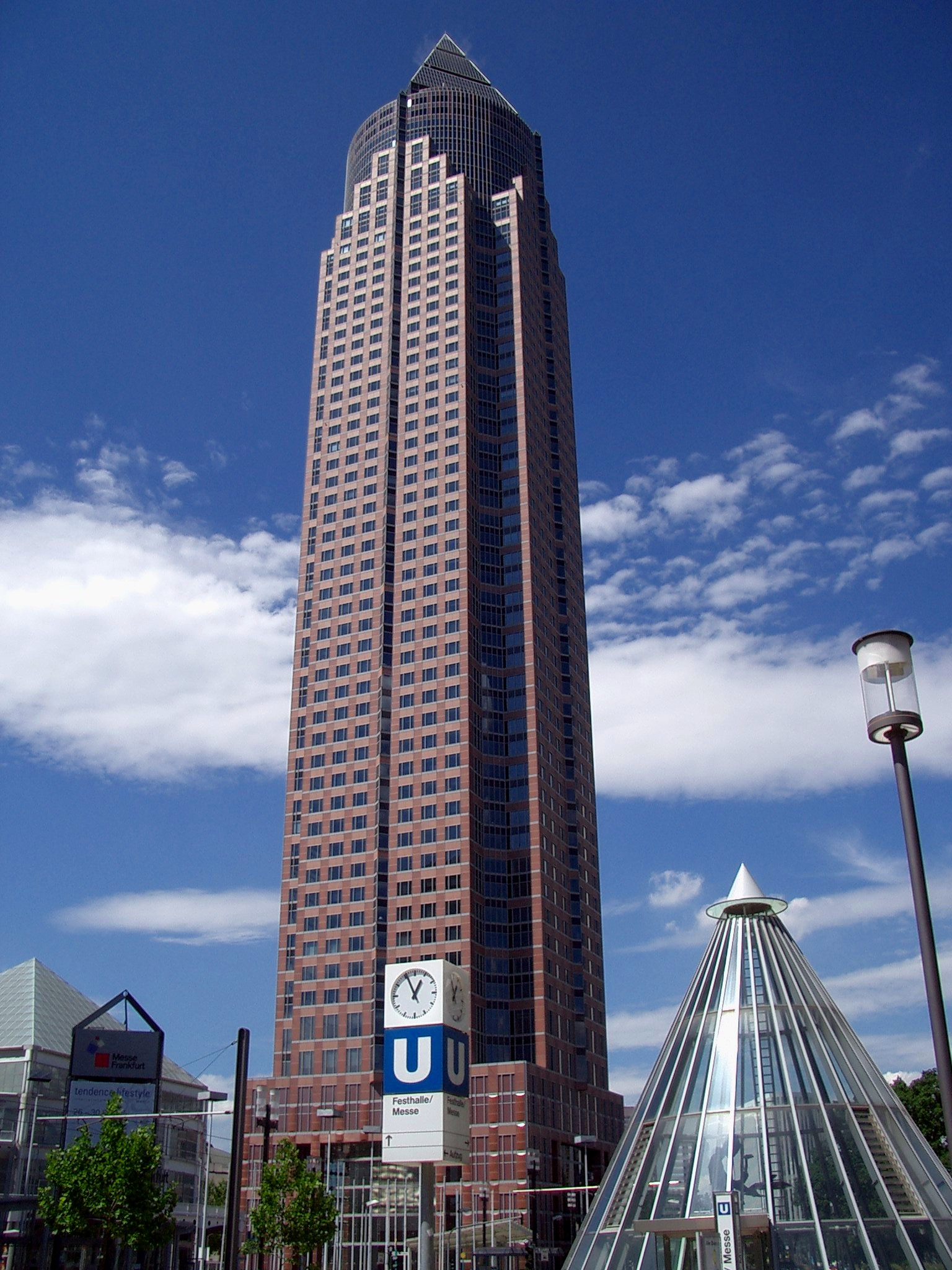
برج المعرض

معرض فرانكفورت (بالألمانية: Messe Frankfurt)‏ بمدخول 424 مليون يورو عام 2007 م يجعل حجم المبيعات القياسية من معرض فرانكفورت ش. م. م. أكبر شركة عرض على الصعيد العالمي وثالث أكبر معرض تجاري من حيث المساحات المخصصة لعرض المنتجات. لقد نالت مدينة فرانكفورت على نهر الماين منذ أكثر من 800 سنة شهرة عالية كمكان مناسب لعرض المنتجات المختلفة. و اليوم تفرض الشركة إلى جانب عدة شركات وفروع تابعة لها وشركاء موزعين وجودها في جميع أقطار العالم. ويهتم المعرض بتكنولوجيا السيارات و صناعة البضائع الاستهلاكية و صناعة المنسوجات ويمكنك عبر الإنترنت الإطلاع على المعارض التجارية الرائدة على المستوى العالمي في المركز الوطني بفرانكفورت. يضم الجدول الزمني الخاص بالأحداث المرتقبة أيضا مؤتمرات وندوات وأمسيات تقام فيها مهرجانات وحفلات موسيقية متنوعة.

## معرض صور

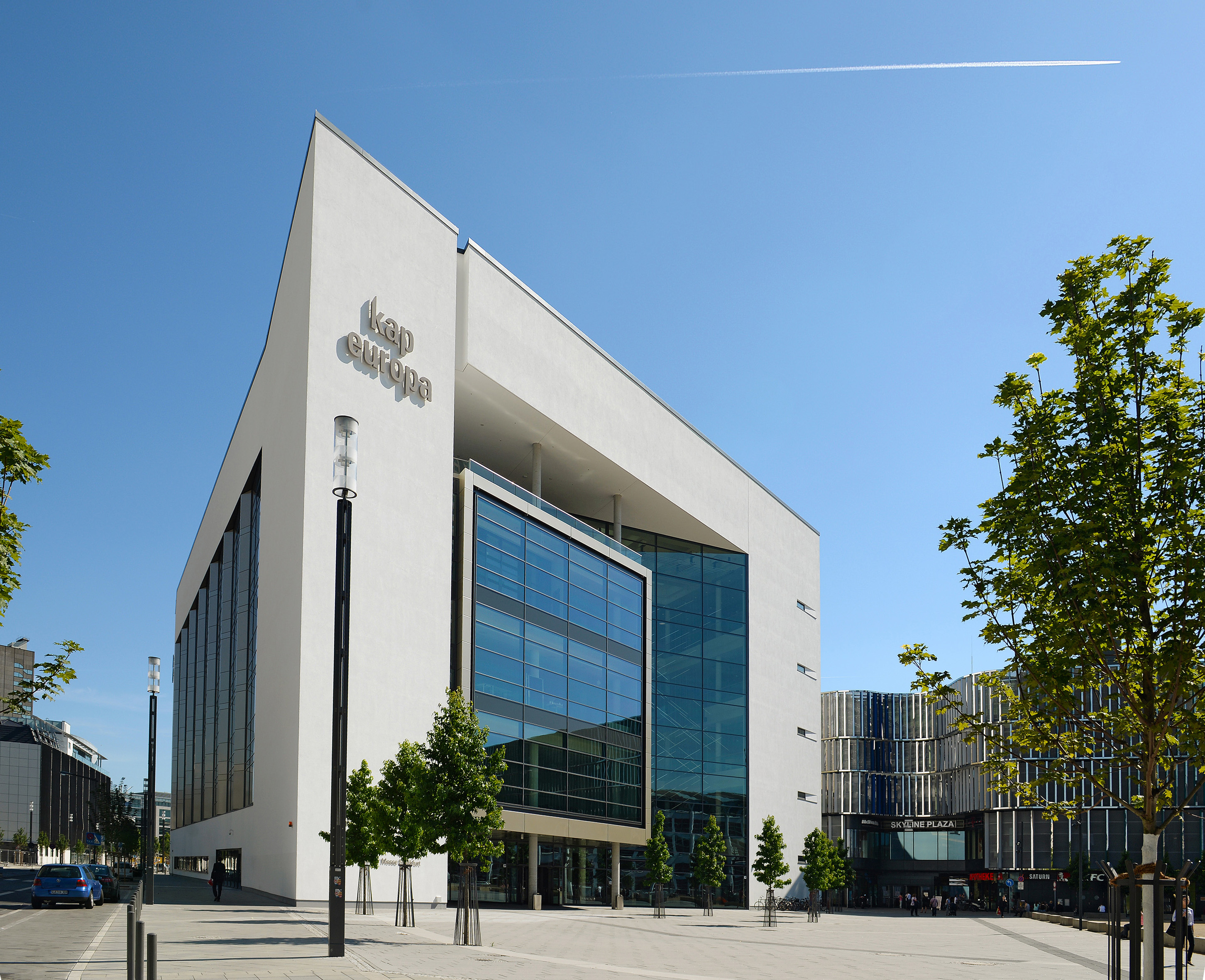
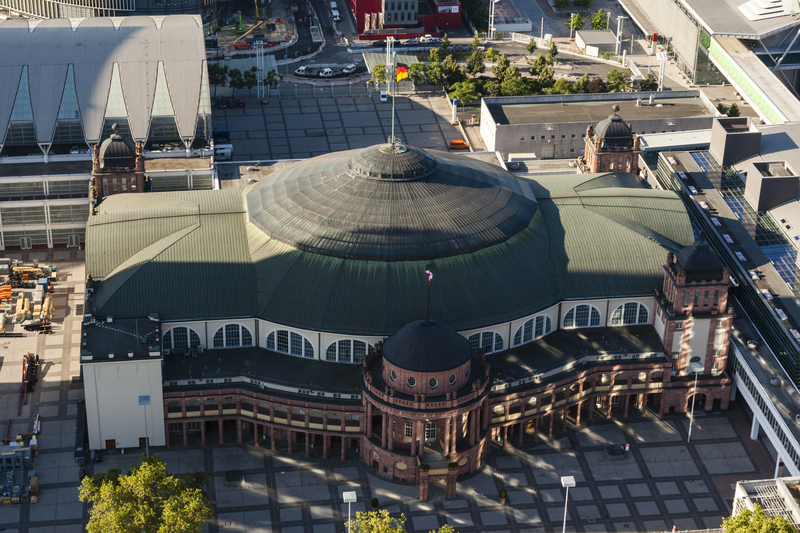
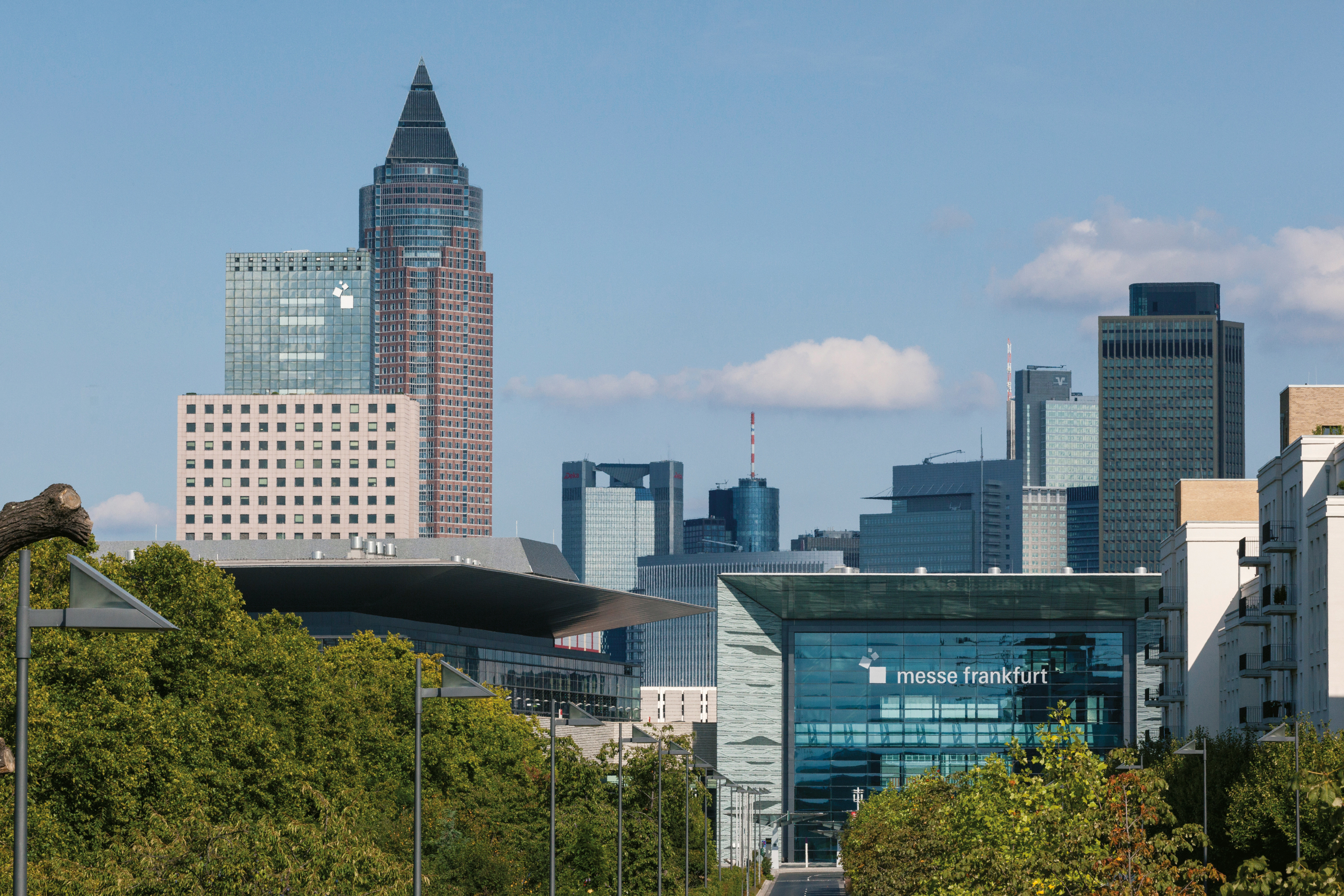
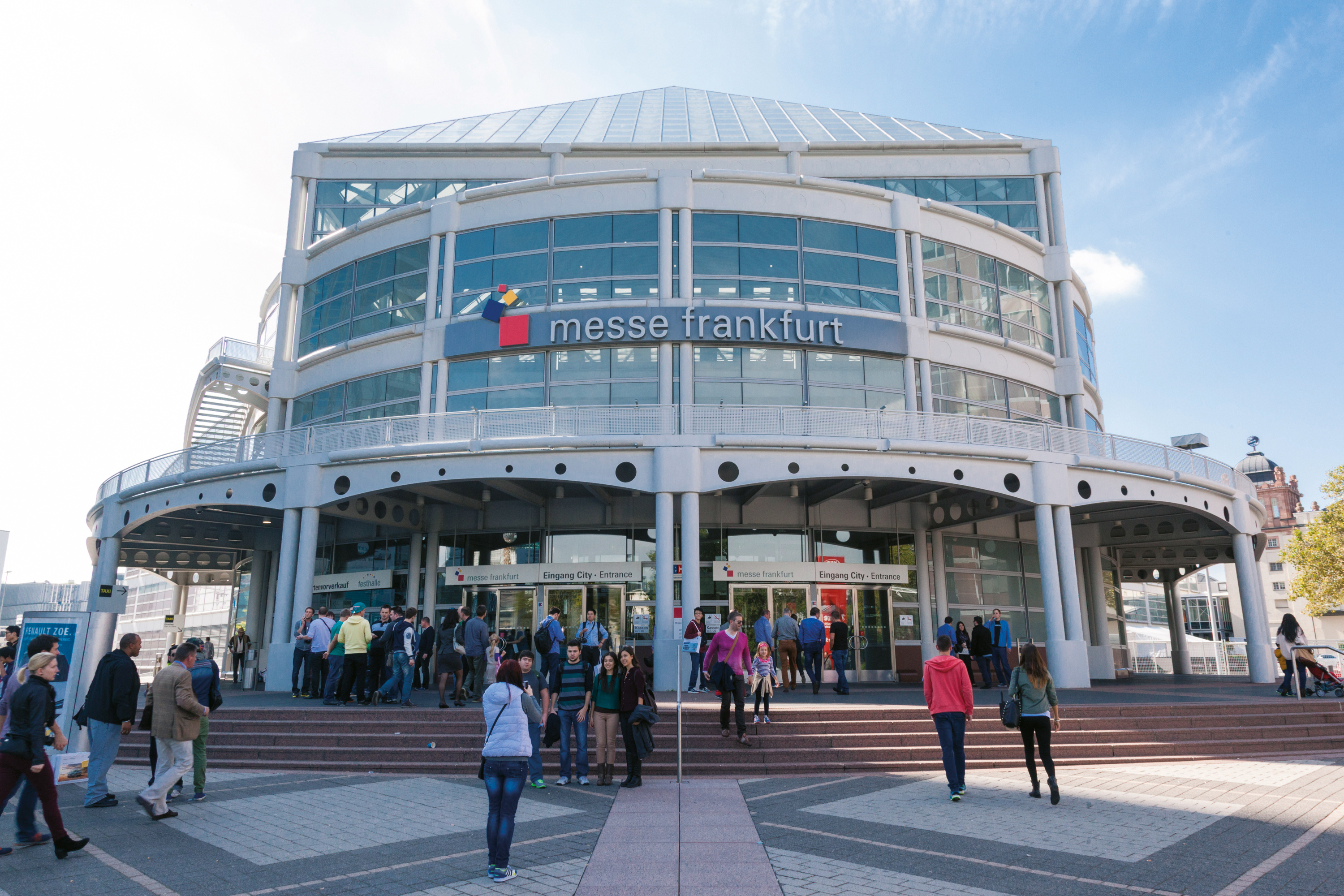
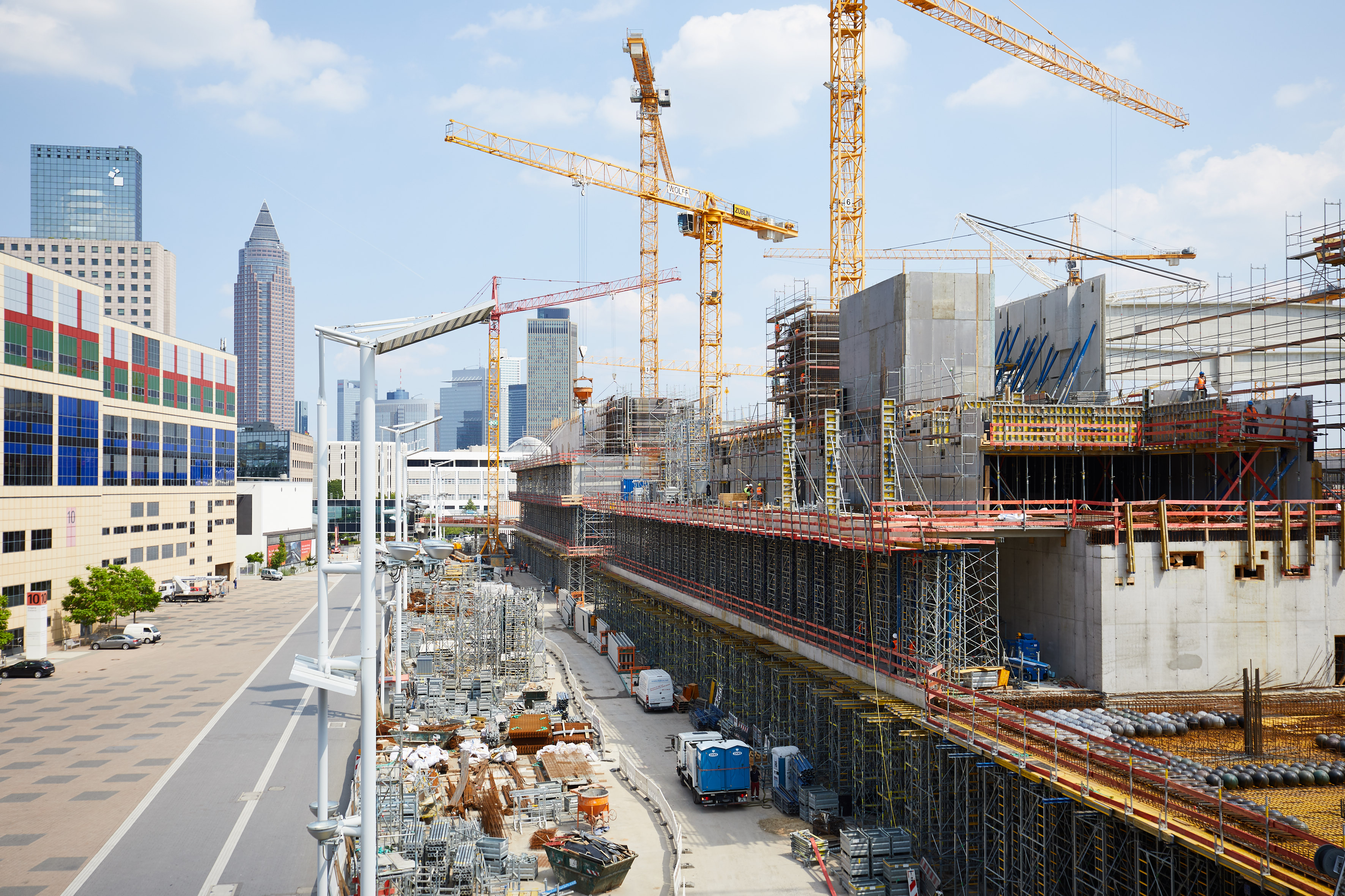

## الروابط الخارجية
- الموقع الرسمي للمعرض